# هتل شانگری-لا
هتل شانگریلا (انگلیسی: Shangri-La Hotels and Resorts) شرکت خدمات گردشگری و هتل‌داری هنگ کنگی است، که در سال ۱۹۷۱ توسط رابرت کوک راه‌اندازی شد و در حال حاضر مالک شبکه‌ای از ۹۵ هتل در کشورهای ایالات متحده آمریکا، کانادا، خاورمیانه و اروپا می‌باشد.

## تاریخچه
اولین هتل از گروه هتل های لوکس شانگریلا، هتل شانگریلای سنگاپور بود که در 23 آوریل 1971 افتتاح شد. این نام از مکان افسانه ای شانگری-لا گرفته شده است که در رمان افق گمشده در سال 1933 توسط نویسنده بریتانیایی جیمز هیلتون توصیف شده است.
این هتل میزبان کنفرانس امنیت بین‌دولتی معروف به گفت‌وگوی شانگری لا بود که باعث شده مدت ها بر سر زبانها باشد.
شرکت شانگری-لا با مسئولیت محدود در برمودا ثبت شده است. این شرکت عمدتاً در  بورس اوراق بهادار هنگ کنگ (کد سهام 00069) با یک فهرست ثانویه در بورس سنگاپور (کد سهام Shang Asia 2kHK$) فهرست شده است.